# Кабаш Хас
Кабаш Хас (алб. Kabash i Hasit) је насељено место у општини Призрен, на Косову и Метохији. Према попису становништва из 2011. у насељу је живело 882 становника.

## Становништво
Према попису из 2011. године, Кабаш Хас има следећи етнички састав становништва:
| Националност | 2011.        |
| Албанци      | 881 (99,89%) |
| Бошњаци      | 1 (0,11%)    |
| Укупно       | 882          |

| Демографија | Демографија | Демографија |
| Година      | Становника  | Становника  |
| ----------- | ----------- | ----------- |
| 1948.       | 192         |             |
| 1953.       | 222         |             |
| 1961.       | 249         |             |
| 1971.       | 301         |             |
| 1981.       | 401         |             |
| 1991.       | 474         |             |
| 2011.       | 882         |             |